# Anna Șcerbakova
Anna Stanislavovna Șcerbakova (în rusă Анна Станиславовна Щербакова; n. 28 martie 2004, Moscova, Rusia) este o patinatoare artistică ce a reprezentat Rusia, medaliată olimpică. A participat la o ediție a Jocurilor Olimpice (2022) în care a câștigat o medalie de aur.